# Legado (álbum de Planetshakers)
Legado es el tercer álbum en español de la banda australiana de adoración contemporánea Planetshakers. El álbum es la versión en español del álbum Legacy. A diferencia del álbum en inglés, Legado presenta una canción que no aparece en el álbum original. Planetshakers Ministries International y el sello Integrity Music lanzaron el álbum el 24 de noviembre de 2017. Trabajaron con Joth Hunt en la producción de este álbum.

## Contenido
Volver A Vivir es una regrabación pista por pista de Alive Again, interpretada en español. Russell Evans describe "Hay una atmósfera que electriza tu espíritu cuando te unes al pueblo de Dios para poner en acción la fe, y ese siempre ha sido el sello distintivo de cada grabación que hemos hecho". Legado es el tercer álbum del grupo. en español, siguiendo los pasos de las grabaciones nominadas al premio Dove, Sé Quién Eres Tú y Nada Es Imposible. Este álbum es producido por Joth Hunt. Legado incluye canciones que incluyen: Pasión, Declaro Vida, ¡Profetizar! and Me Llamas Hermosa con los líderes de adoración Joth Hunt, Rudy Nikkerud y Sam Evans.

## Lanzamiento y promoción
La banda Planetshakers el 17 de noviembre de 2017 lanzó su nuevo sencillo ¡Profetizar! en la radio. La canción fue escrita por el baterista de Planetshakers Andy Harrison, la canción es una declaración audaz de la autoridad que Dios le ha dado a cada uno de Sus Hijos para declarar Su Palabra y ver el mundo transformado. "Mi oración por esta canción es que escuchándola, y particularmente cantándola, estas palabras te inspiren a comenzar a profetizar sobre tus situaciones, sobre tu destino, sobre tu salud o cualquier situación por la que estás pasando. Dios no nos ha llamado a sean víctimas de esas cosas ... quiero animarles a que se levanten con la Palabra de Dios en la boca. Cojan la autoridad que Dios les ha dado, empiecen a testificar sobre esas situaciones y vean cómo cambian ”, dice Harrison. Planetshakers a través de sus redes sociales anunciaron el lanzamiento de su álbum en español el 24 de noviembre de 2017. En el video publicado en Facebook, Lucía Parker, una líder de adoración cristiana salvadoreña, aparece ensayando canciones en español con miembros de la banda Planetshakers.

## Recepción de la crítica
Un editor de personal de Amazon.com le dio al álbum una crítica relativamente positiva, escribiendo, "Planetshakers celebra su vigésimo aniversario con Legado, una colección de nuevas canciones que capturan la libertad de culto y el poder del encuentro.

## Listado de canciones
Legado
| No.             | Título                                      | Líderes de alabanza y adoración | Escritor(es)                                               | Duración |
| --------------- | ------------------------------------------- | ------------------------------- | ---------------------------------------------------------- | -------- |
| 1.              | "Volver a Vivir (Alive Again)"              | Joth Hunt                       | Sam Evans / Joth Hunt                                      | 3:58     |
| 2.              | "En Tempestad (Through It All)"             | Joth Hunt                       | Joth Hunt                                                  | 4:16     |
| 3.              | "¡Profetizar! (Prophesy)"                   | Rudy Nikkerud                   | Andy Harrison                                              | 4:19     |
| 4.              | "Declaro Vida (We Speak Life)"              | Joth Hunt                       | Joth Hunt                                                  | 7:06     |
| 5.              | "Quiero Verte (Be My Vision)"               | Samantha Evans                  | Mitch Wong                                                 | 6:37     |
| 6.              | "Aquí Estoy (Here's My Life)"               | Chelsi Nikkerud                 | Sam Evans / Andy Harrison / Joth Hunt / Brian "Bj" Pridham | 6:57     |
| 7.              | "Me Llamas Hermosa (You Call Me Beautiful)" | Samantha Evans                  | Mitch Wong                                                 | 6:35     |
| 8.              | "Pasión (Passion)"                          | Joth Hunt                       | Sam Evans / Joth Hunt / Brian "Bj" Pridham                 | 3:52     |
| 9.              | "Yo Me Acerco (Drawing Closer)"             | Joth Hunt                       | Andy Harrison / Joth Hunt                                  | 4:23     |
| 10.             | "Sé Que Hay Un Amor (A Love I Know)"        | Joth Hunt                       | Joth Hunt                                                  | 8:43     |
| 11.             | "En El Altar (All On the Altar)"            | Chelsi Nikkerud                 | Andy Harrison                                              | 6:28     |
| 12.             | "Tú Conmigo Estás (You Are Here)"           | Samantha Evans                  | Sam Evans / Andy Harrison / Joth Hunt / Brian "Bj" Pridham | 6:21     |
| 13.             | "Incontenible (Overflow)"                   | Joth Hunt                       | Sam Evans / Joth Hunt                                      | 4:30     |
| Total duración: | Total duración:                             | Total duración:                 | Total duración:                                            | 74:00    |

## Créditos
Adaptado de AllMusic.
- Planetshakers – Artista primario
- Joth Hunt – líder de adoración, guitarra, mezcla, compositor, productor, diseño de portada, coordinador del proyecto
- Samantha Evans – líder de adoración, compositora, diseño de portada
- Rudy Nikkerud – líder de adoración, guitarra acústica
- Chelsi Nikkerud – líder de adoración
- Juan Muñoz – voz
- Lucía Parker – voz
- Brian "BJ" Pridham – guitarra, compositor
- Andy Harrison – batería, compositor
- Mitch Wong – teclados, compositor
- Josh Ham – bajo
- Scott Lim – teclados
- Zach Kellock – guitarra
- Matthew Gray – mastering (audio)
- Joshua Brown – A&R, desarrollo del artista
- Adrian Thompson – A&R, desarrollo del artista
- Timothy Chew – diseño de ilustraciones, diseño de portada
- Jennifer Bourke – coordinador del proyecto
- Jonathan Brown – productor ejecutivo
- Russell Evans – productor ejecutivo